# Oryx (site web)
Oryx, ou Oryxspioenkop est un site Web néerlandais d'analyse de défense du renseignement open source (OSINT), et un groupe de recherche sur la guerre. Il est dirigé par Stijn Mitzer et Joost Oliemans. Tous deux ont déjà travaillé pour Bellingcat, basé aux Pays-Bas. Oliemans a également travaillé pour Janes Information Services, une société britannique de renseignement militaire open source.
Oryx a été lancé en 2013 et s'est initialement concentré sur la Syrie. Mitzer et Oliemans ont également écrit deux livres sur l'armée populaire coréenne.
Le blog a acquis une notoriété internationale grâce à son travail lors de l'invasion russe de l'Ukraine en 2022, comptant et suivant les pertes matérielles des deux camps sur la base de preuves visuelles et de renseignements open source provenant des réseaux sociaux,,. Il a été régulièrement cité dans les principaux médias, notamment Reuters, BBC News, The Guardian, The Economist, Newsweek, CNN, et CBS News. Forbes a considéré qu'Oryx était la « source la plus fiable dans le conflit à ce jour », qualifiant ses services de « remarquables »,,. Parce qu'il ne rapporte que des pertes visuellement confirmées, et corrige les décomptes en cas de doublon constaté, les décomptes des pertes d'équipement d'Oryx ont formé les fourchettes basses minimales des estimations de pertes,.
En juin 2023, le site annonce la cessation de son activité, s'engageant à poursuivre l'analyse jusqu'au mois d'octobre.